# ACTN1
L'ACTN1 est l'une des quatre alpha-actinines. Son gène est ACTN1 situé sur le chromosome 14 humain

## Rôle
Il se fixe sur l'actine et fait partie du cytosquelette.

## En médecine
Une mutation du gène provoque une thrombopénie modérée, probablement par désorganisation du cytosquelette des mégacaryocytes, donnant des plaquettes sanguines de grande taille et en nombre réduit.